# Судебная химия
Судебная химия — часть прикладной (преимущественно аналитической) химии, занимающейся судебно-химической экспертизой.
Предметом судебно-химического исследования могут быть исследования воздуха, воды, почвы, пищевых и вкусовых припасов, предметов потребления, человеческих секретов и экскретов, подозрительных кровяных и семенных пятен, различных технических препаратов, писанных и напечатанных документов, сырых и обработанных лекарственных веществ и т. д. При более узком толковании под судебной химией подразумевают ту часть аналитической химии, которая специально занимается обнаружением ядов при умышленных и неумышленных убийствах с помощью отравления, хотя понятие яда является достаточно обширным.
Судебная химия связана с токсикологией, фармакологией и физиологией. Для окончательного решения вопросов, возникающих при судебно-химических исследованиях о предполагаемых отравлениях, нельзя ограничиваться указаниями на присутствие или отсутствие тех или иных ядов, также необходимо установить или исключить зависимость или даже причинную связь между найденным ядом и информацией, полученной при вскрытии трупа, поскольку найденные результаты могут обусловливаться изменениями, наступившими в трупе после смерти. Также важно определить, может ли найденный яд или выделенное ядовитое вещество вызывать те симптомы, которые наблюдались ещё при жизни жертвы.
При судебно-химической экспертизе химики работают совместно со врачами. Осмотр и вскрытие трупа и производство физиологических опытов (буде таковые понадобятся) выпадают на долю врача, а подробное исследование отдельных органов, частей тела, секретов и экскретов, гроба, окружающей его земли и т. д. относится к компетенции химика, а именно представителя рациональной фармации, обладающего практическим навыком и своеобразной сноровкой, столь необходимыми именно для удовлетворительного выполнения подобных задач.
В разработке судебной химии как науки фармацевты-химики принимали самое деятельное и плодотворное участие (Babo, Baumert, Dragendorff, Fresenius, Hager, Hilger, Otto, Stass, Trapp), и в настоящее время эта отрасль прикладной химии во многих отношениях разработана довольно обстоятельно. Еще в середине XX века при судебно-химических исследованиях обыкновенно ограничивались одним минеральным анализом, а по отношению к алкалоидам - цветовыми реакциями. В настоящее время для тех же целей пользуются химическим анализом и соответствующим оборудованием: микроскопом, спектроскопом, поляристробометром, рефрактометром и др.
Годом рождения судебной химии считается 1840 год, когда на слушание дела Марии Лафарг, отравившей своего мужа мышьяком, был приглашён эксперт, представивший суду металлический мышьяк, химическим способом выделенный из организма жертвы.

## Цель судебной химии
Судебно-химические экспертные исследования проводят с целью выделения, идентификации и количественного определения ядовитых, наркотических, психотропных, сильнодействующих веществ и продуктов их превращений в органах и биологических жидкостях организма человека и дальнейшей интерпретации полученных результатов, чтобы установить состав преступления. Также предметом исследования могут быть фармацевтические препараты, пищевые продукты, напитки, окружающая среда и другие предметы.

## Задачи судебной химии
Из инструкции по организации и производству экспертных исследований в бюро судебно-медицинской экспертизы (Приказ Министерства здравоохранения России от 24 апреля 2003 г. N 161 (утратил силу)):
1. идентификация и количественное определение важных с токсикологической точки зрения веществ для установления причины смерти;
2. идентификация и количественное определение выделенных из биологического материала лекарственных, наркотических, психотропных и других веществ, которые могут повлиять на состояние человека;
3. интерпретация аналитических результатов;
4. качественный и количественный анализ вещественных доказательств небиологического происхождения (жидкости, ампулированные растворы, таблетки, порошки и др.).